# Chimonobambusa szechuanensis
Chimonobambusa szechuanensis là một loài thực vật có hoa trong họ Hòa thảo. Loài này được (Rendle) Keng f. mô tả khoa học đầu tiên năm 1948.